# Pseudhalmarhiphus guaraniticus
Pseudhalmarhiphus guaraniticus (лат.) — вид вымерших сумчатых млекопитающих из семейства ценолестовых (Caenolestidae), обитавших во времена олигоцена (29,0—21,0 млн лет назад) на территории современной Аргентины. Типовой и единственный вид в роде Pseudhalmarhiphus.
Описан по единственному зубу, найденному в олигоценовых породах в провинции Чубут (Аргентина). В дальнейшем был утрачен.